# Dance Monkey
"Dance Monkey" é uma canção da cantora australiana Tones and I, lançada em 10 de maio de 2019, como o segundo single do EP de estreia da cantora, The Kids Are Coming. A música foi produzida e mixada por Konstantin Kersting. Após o lançamento, Tones and I disse que a música é sobre as expectativas que são colocadas nos artistas musicais.
"Dance Monkey" liderou as paradas na Austrália, Áustria, Bélgica, Dinamarca, Finlândia, Alemanha, Irlanda, Itália, Holanda, Nova Zelândia, Noruega, África do Sul, Suécia, Suíça e Reino Unido, e atingiu o top 10 em muitos outros países europeus e asiáticos. É o primeiro single de parada para Tones and I nos Estados Unidos, estreando no número 96 e chegando ao número 23 no Billboard Hot 100.
Ao atingir sua décima semana no topo da Australian Singles Chart, "Dance Monkey" quebrou o recorde de mais semanas no número um na parada por um artista australiano, recorde esse que anteriormente era do grupo Justice Crew, alcançado com a música "Que Sera", de 2014. Com sua décima sétima semana no topo, em novembro de 2019, quebrou o recorde de mais semanas como número um na história das paradas australianas, recorde esse anteriormente alcançado por "Shape of You" (2017), de Ed Sheeran. Atualmente, a música já está em sua vigésima segunda em primeiro lugar, sendo que foram vinte e uma semanas consecutivas nessa posição.
No ARIA Music Awards de 2019, o single foi indicado para sete prêmios. Tones teve sua estreia na televisão estadunidense em 18 de novembro de 2019, com uma apresentação da música "Dance Monkey" no The Tonight Show Starring Jimmy Fallon.

## Letra
Quando entrevistada pelo DJ Smallzy, em agosto de 2019, na estação de rádio australiana Nova FM, Tones explicou que o significado por trás da música é sobre o relacionamento entre ela e seu público quando ela estava nas ruas da Austrália:
"Eu escrevi essa música quando estava tocando, e [sobre] a pressão que sentia para sempre divertir as pessoas nas ruas. E se elas não gostassem, quando olhavam para seus telefones, podiam clicar em outra coisa; [...] estamos tão acostumados a nos divertir com o clique de um botão."
"Então, quando você está na rua, [...] para chamar [a] atenção, as pessoas estariam como: 'de novo! De novo!'[...] 'mais! Mais!' [...] ou eles simplesmente iriam embora. Então, se você substituir [a letra]: 'dance para mim, dance para mim' por 'cante para mim, cante para mim', é bem literal", disse ela.

## Vídeo musical
O videoclipe foi produzido pela Visible Studios, dirigido por Liam Kelly e Nick Kozakis e lançado em 24 de junho de 2019.

## Resposta da crítica
Al Newstead, da ABC, chamou a música de "outra melodia poderosa", acrescentando que "se alojará instantaneamente em seu cérebro".
Mike Kaplan, vice-presidente sênior de programação da Entercom Alternative WNYL de Nova Iorque (a primeira estação nos Estados Unidos a tocar a música), observa que "Sonoramente, é cativante e extremamente memorável", acrescentando "Seu sucesso internacional certamente nos convenceu a compartilhar com nossos ouvintes."

## Créditos
Créditos adaptados do Spotify:
- Toni Watson — compositor
- Konstantin Kersting — mixagem, produtor
- Andrei Eremin — masterização